# Ania Wiśniewska
Anna Katarzyna Magdalena Żeńca (tên khai sinh là Anna Świątczak, sinh ngày 30 tháng 3 năm 1977), là một ca sĩ nhạc pop, vợ của thủ lĩnh của ban nhạc Ich Troje là Michał Wiśniewski. Cô tham gia ban nhạc từ năm 2003 đến năm 2009. Tháng 7 năm 2010, cô chính thức thông báo sẽ rời ban nhạc để theo đuổi sự nghiệp hát solo của mình.

## 1992-2003: Khởi đầu
Świątczak  bắt đầu hát vào năm 1992 tại Zielona Góra, cô hát bài "Slavic Bazaar" với ban nhạc Wiolink trong Liên hoan Bài hát Liên Xô. Năm 1995, cô tham gia chương trình Szansa với bài hát "Pamiętasz było jesień" của Sława Przybylska và gặt hái nhiều thành công. Cô thu âm giọng hát đệm cho nhiều bài hát được phát hành trong album của nghệ sĩ Andrzej Piaseczny, Natalia Kukulska, Kai Paschalska và Sylwia Wiśniewska.

## 2003-2010: Ban nhạc Ich Troje và album solo đầu tiên
Năm 2003, Świątczak  là giọng ca chính của ban nhạc Ich Troje, thay thế Justyna Majkowska. Ngày 21 tháng 6 năm 2004, album thứ sáu của ban nhạc được phát hành  và cũng album đầu tiên có sự tham gia của Anna Świątczak đã nhận chứng nhận đĩa vàng với doanh số khoảng 35.000 bản. Cô và ban nhạc tham gia Eurovision Song Contest 2006 với bài hát "Follow My Heart", hợp tác với rapper người Đức O–Jay (Olaf Jeglitza). Bài hát đứng thứ 11 trong trận bán kết và không lọt vào chung kết.

## Từ 2016: Mińska LIFE vàPunkt zwrotny #Pierwszy
Ngày 24 tháng 6 năm 2016, Świątczak tham gia một buổi hòa nhạc được tổ chức tại Katowice nhân dịp kỷ niệm 20 năm thành lập Ich Troje. Cùng năm, cô phát hành một album phòng thu mang tên Minska LIFE, thu âm cùng Christian Southern Community.
Ngày 1 tháng 6 năm 2017, ca sĩ Świątczak thực hiện một chương trình tọa đàm về tôn giáo. Đây là bước ngoặt trong đài truyền hình Cơ đốc của TBN Polska. Cùng năm, cô thông báo phát hành album phòng thu, mang tên #Pierwszy.

## Tác phẩm

### Album
| Tiêu đề     | Chi tiết                 |
| ----------- | ------------------------ |
| Aniqa       | Ngày 9 tháng 10 năm 2009 |
| Mińska LIFE | 2016                     |